# Шумхрімахі
Шумхрімахі (рос. Шумхримахи) — село Акушинського району, Дагестану Росії. Входить до складу муніципального утворення Сільрада Дубрімахінська.
Населення — 175 (2010).

## Населення
За даними перепису населення 2002 року в селі мешкало 159 осіб. В тому числі 74 (46,54 %) чоловіка та 85 (53,46 %) жінок.
Переважна більшість мешканців — даргинці (100 % від усіх мешканців). У селі переважає північнодаргинська мова.